# غيدرن
غدرن (بالألمانية: Gedern) هي بلدة، مدينة و بلدة ألمانية تقع في ألمانيا في Wetteraukreis.

## أعلام
- ساندرا ميننيرت